# Metro Ligero de Kayseri
El Kayseray es un tranvía de tipo tren ligero, componente del sistema de transporte de la ciudad de Kayseri, en Turquía. En 2013, incluye una única línea de 17,8 kilómetros de longitud. Las estructuras fueron terminadas y completadas en 2009. El proyecto comenzó en enero del 2006 con una duración de 1006 días. La propuesta inicial fue una reacción al crecimiento del tráfico en el centro de la ciudad, y para reducirlo, un tranvía de tránsito masivo fue implantado para conectar las dos partes de la ciudad. La longitud del trayecto es de 17 km con 28 estaciones, con una distancia entre estaciones de 65 metros. El trayecto total tiene una duración de 45 minutos.

## Recorrido
- Organize Sanayi − Doğu Terminali